# Absalón Ibarra
Absalón Ibarra (Santiago del Estero, 1834 - Buenos Aires, 4 de noviembre de 1890) fue un funcionario y político argentino que ejerció dos veces el cargo de gobernador de la Provincia de Santiago del Estero.

## Biografía

### Infancia y juventud
Absalón Ibarra nació en la ciudad de Santiago del Estero en 1834. Fue hijo extramatrimonial del caudillo y gobernador Juan Felipe Ibarra y de Cipriana Carol, dama perteneciente a una reconocida familia de la sociedad santiagueña. Se crio en casa de la hermana del caudillo, Águeda Ibarra de Taboada, junto con los hijos de ella: Manuel, Gaspar y Antonino Taboada. Cursó sus estudios secundarios en el Colegio de Monserrat, en Córdoba. Se caracterizaba por ser un hombre alto, delgado, culto y de carácter.

### Inicio en la política
Además de primo hermano, Absalón fue socio y amigo íntimo de los Taboada. Tuvo activa participación en la revolución que siguió a la muerte de su padre, respaldando la llegada de Manuel Taboada a la gobernación de su provincia, en 1851. Fue diputado provincial en 1858, durante la gobernación de Juan Francisco Borges. Al año siguiente, fue integrante de la Junta Central de Instrucción Pública.
En 1862 fue elegido diputado al Congreso de la Nación Argentina, mostrándose como un firme partidario del presidente Bartolomé Mitre. Al año siguiente regresó a su provincia para ejercer como ministro de gobierno, durante el segundo mandato de Taboada.

### Gobernador de Santiago del Estero: primer mandato
En 1864 fue elegido gobernador de la provincia y asumió el cargo el 8 de junio. Nombró como ministro de gobierno al mismo Manuel Taboada, quien en realidad manejaba el poder; designó como oficial mayor a Luis V. Varela e intendente de policía a Melitón Camaño.
Durante su mandato se hizo una campaña sobre el chaco. Además, se reforzó la línea defensiva y de fortines por los ataques de los indígenas, cruzando el río Salado. El gobernador colocó al frente de esa tarea al general Antonino Taboada. Al año siguiente la provincia colaboró activamente en la formación de las partidas para la Guerra del Paraguay y en la represión de las montoneras de Felipe Varela.
También se inició la construcción de un camino hacia la provincia de Santa Fe, que Santiago del Estero costearía hasta la localidad santafesina de Sunchales. Se dictó la primera ley de jubilaciones y pensiones, dedicada al personal militar y civil del Estado provincial. Se inició la reconstrucción de la Iglesia Matriz, nombrándose en 1864 una comisión para tal fin, y se contrató la construcción de la Casa de Gobierno.
Se formaron bibliotecas populares y se aumentó de 27 a 37 el número de escuelas. En 1865, Ibarra restableció la Junta Central de Instrucción Pública. También en ese año designó a los primeros miembros de la Cámara de Justicia, antecedente del Superior Tribunal de Justicia de la provincia. Bajo su gobierno se sancionó la ley orgánica de los tribunales o de administración de justicia.
El 9 de septiembre de 1865 se produjo la sublevación de casi 900 soldados en el fuerte "La Viuda"", el que fue sofocado por Manuel Taboada. Tras el juicio del Consejo de Guerra, le cupo al gobernador Ibarra tener que ejecutar las sentencias de muerte de algunos de los cabecillas. El 7 de diciembre de 1865, Ibarra, usando la autoridad y facultades que le atribuían el Código de Justicia militar, conmutó varias penas de muerte por la de diez años de prisión. Para el resto de los reos, ordenó que la ejecución fuera para algunos en el fortín “Jumi Isla”, a otros en el pueblo de Matará, otros en Sumamao y a los prófugos, donde sean aprehendidos. Los cabecillas de esa revuelta escaparon al norte de Córdoba y nunca pudieron ser detenidos.

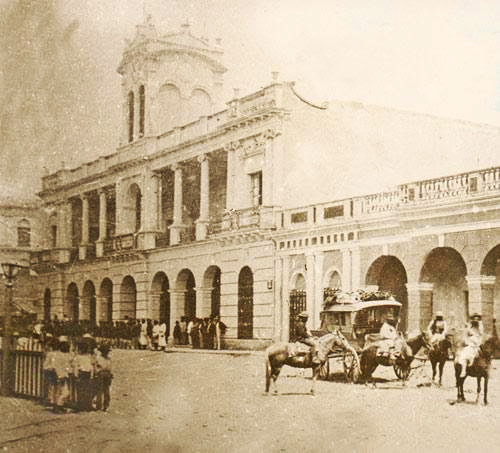
Antigua Casa de Gobierno, construida durante el gobierno de Absalón Ibarra.

El 20 de noviembre de 1866 se contrataron los servicios de la firma Agustín y Nicolás Cánepa y Cía. para la construcción de la nueva Casa de Gobierno, frente a la plaza Libertad, la cual fue inaugurada en 1868. El precio convenido en el contrato ascendía a 48 000 pesos.
El 18 de enero de 1867 el gobernador Ibarra dispuso una movilización de toda la Guardia Nacional y encargó su conducción al general Antonino Taboada. El 25 de enero se creó una comisión integrada por Gaspar Taboada, Gregorio Santillán y Luis Frías, encargada de proveer del vestuario a esos soldados. Se dictó un decreto por el cual se declaraban artículos de guerra el ganado de toda especie y, en consecuencia, se procedió a incautarse con urgencia cabalgaduras y vacunos en todo el territorio provincial. Estas medidas fueron ratificadas por la Sala de Representantes, a la vez que se autorizó al Poder Ejecutivo a contraer un empréstito hasta la suma de $50 000 para hacer frente a los gastos que demande esa movilización. Se aclaró que ese empréstito se contraería por cuenta del gobierno de la Nación. En el año 1867 culminaron un conjunto de acciones militares y políticas en el Centro y Noroeste del país, que otorgaron a Santiago del Estero una considerada influencia en la región.
El 10 de abril de 1867, las tropas santiagueñas al mando del general Antonino Taboada, en su carácter de jefe de la división del Norte del Ejército, se trasladaron a La Rioja y derrotaron en la batalla de Pozo de Vargas a las huestes riojanas de Felipe Varela. Con ese triunfo se afianzó el poderío de los Taboada y de los liberales mitristas en el Norte. Los Taboada tomaron una posición decididamente “mitrista” y pasaron al denominado Partido Liberal. En mayo de 1867 el gobernador designó a la señora María de Jesús Neirot de Montes como presidenta de una comisión para atender a los heridos en la batalla de Pozo de Vargas. En 1867 cuando debió ausentarse de la capital, delegó el mando en Arsenio Leyba, presidente de la Legislatura.
Un mes antes de culminar el mandato gubernamental de Absalón Ibarra, el día 8 de mayo de 1867, la Sala de Representantes designó en su reemplazo al general Antonino Taboada como gobernador. Sin embargo, este aún se encontraba en campaña y se encomendó el puesto al presidente de la Legislatura, Arsenio Leyba, quien permaneció en el mando hasta el 1 de octubre de 1867, fecha en que fue reemplazado por Gaspar Taboada. Como el general Antonino Taboada no quiso asumir y envió su renuncia definitiva al cargo el 23 de octubre, se procedió a designar como nuevo gobernador a su hermano Manuel Taboada el 20 de noviembre, quien pudo asumir recién el 1 de diciembre.

### Otros cargos
Tras el final de su mandato, el 8 de enero de 1868 Ibarra fue elegido por la Legislatura como senador nacional. Regresó a su provincia en 1871, para ejercer como diputado provincial, y luego fue ministro de gobierno del gobernador Luis Frías, que se había apoderado del gobierno tras la revolución contra su antecesor Alejandro Segundo Montes. La muerte de Manuel Taboada en 1871 dejó a Ibarra como jefe político del partido de los Taboada, a pesar del prestigio del general Antonino Taboada.

### Gobernador de Santiago del Estero: segundo mandato

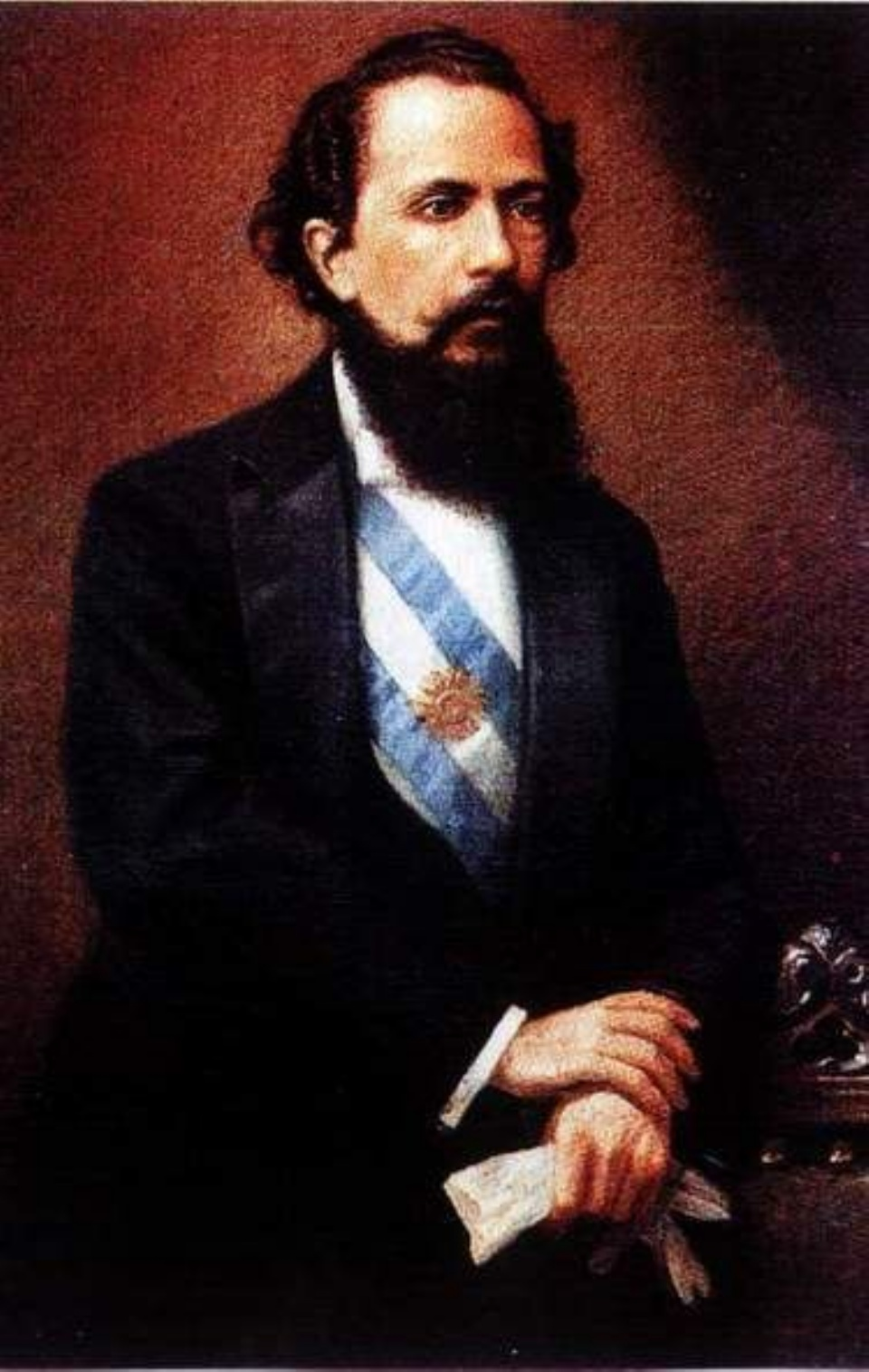
Nicolás Avellaneda, presidente de la Nación (1874-1880). Tuvo influencia en la renuncia de Ibarra y el fin del taboadismo en Santiago del Estero.

Absalón Ibarra fue elegido gobernador por segunda vez en 1873, asumiendo el mando el 1 de diciembre. Nombró como ministro de gobierno a Octavio Gondra, pero este declinó del cargo y lo reemplazó Juan Francisco Borges.
Durante este segundo período se dio un fuerte impulso a la educación y logró construir algunas escuelas, creó bibliotecas populares y fomentó las actividades artísticas. Ibarra recorrió el territorio provincial, donde se interiorizó de la situación y las necesidades de los habitantes. También juntó fondos para la construcción del nuevo templo de Santo Domingo de la capital. Promovió la construcción de un hospital y asilo de mendigos y la instalación de sucursales del Banco Nacional y el Banco Hipotecario.
Al año siguiente, se llevaron a cabo las elecciones presidenciales de 1874. Por orden de Ibarra, los electores santiagueños votaron en contra de la candidatura de Nicolás Avellaneda en el colegio electoral y apoyaron a la derrotada fórmula de Mitre-Torrent. Esto traería consecuencias más tarde para Ibarra y la provincia.
También en ese año, el gobernador delegó el mando en el ministro Borges y salió en campaña para poner fin a los robos y asaltos que se producían en las haciendas del interior. Ante la aparición de un brote de cólera iniciado en Córdoba, el gobierno nombró una comisión de higiene municipal como medida preventiva, además de numerosas designaciones de médicos encargados de la sanidad popular.
Tras la revolución de 1874, durante la cual los Taboada e Ibarra manifestaron su apoyo a los revolucionarios, aunque no alcanzaron a prestarle apoyo militar, el presidente Avellaneda consideró demasiado riesgoso permitir la actividad conspirativa del poderoso clan santiagueño. Una serie de veladas amenazas convencieron a Ibarra de que no le convenía conservar el poder: el 1 de enero de 1875 renunció a la gobernación; en su lugar fue elegido el diputado nacional Octavio Gondra, firme aliado del grupo de los Taboada. El presidente Avellaneda envió un regimiento al mando del coronel Octavio Olascoaga a ocupar la capital santiagueña; a su llegada estalló una revolución, que fue abiertamente protegida por Olascoaga. Ibarra fue encarcelado durante varios días, y en cuanto recuperó su libertad huyó a San Miguel de Tucumán.

### Últimos años
Instalado posteriormente en Buenos Aires, se dedicó a los negocios. En la segunda mitad de la década de 1880 hizo fuertes negocios en la Bolsa de Comercio de Buenos Aires, siendo profundamente afectado por la crisis económica de 1890, que lo dejó muy endeudado y sumido en una profunda depresión.
Se suicidó en Buenos Aires el 4 de noviembre de 1890.

## Matrimonio y descendencia
Absalón Ibarra se casó con Melitona Montenegro, quien pertenecía a una conocida familia de la sociedad santiagueña; tuvieron cinco hijos:
- Felipe Absalón Ibarra, nacido en 1865. Se dedicó a la pintura y falleció en San Miguel de Tucumán.
- Justa Águeda de Mercedes Ibarra, nacida en 1867.
- Melitona Ibarra, casada con Roque Argañarás Jiménez. Fueron padres del pintor Absalón Argañarás.
- Mercedes Ibarra, nacida en 1875.
- Clementina Mercedes Ibarra, nacida en 1880. Se casó con Victorio Hernández, político y diputado nacional.[2]